# Atac de panică

Ilustrație cu atac de panică

Atacul de panică reprezintă o stare instalată brusc, de frică sau de anxietate intensă, în situații în care nu este amenințată viața. Acesta poate determina credința că persoana pierde controlul, va avea o moarte iminentă sau va „înnebuni”. Se asociază frecvent și cu manifestări fizice neplăcute: accelerarea ritmului cardiac, respirații rapide și scurte, transpirații. Senzația este descrisă de către unele persoane ca fiind de intensitatea unui atac de cord. 
Atacurile de panică încep de obicei din senin atingând punctul maxim după aproximativ 10 minute și pot dura până la 30 de minute. Atacurile de panică pot dura câteva minute sau pot apărea frecvent durând mai mult timp, câteodată câteva ore. De obicei persoanele care suferă un atac de panică vor avea o senzație de anxietate de fond între atacuri. O parte dintre aceasta de datorează anxietății anticipatorii (frica de a nu mai avea încă un atac). 
Efectele unui atac de panică variază. Câteodată, oamenii care suferă pentru prima oară un atac de panică solicită asistență de specialitate. Cei mai mulți dintre cei ce au pentru prima oară un atac de panică se tem să nu aibă un atac de cord sau o cădere nervoasă. A avea un atac de panică a fost clasificat ca fiind una dintre cele mai intens producătoare de teama, supăratoare și inconfortabile experiențe din viața unui om. 

## Descriere
Cei ce suferă un atac de panică de multe ori raportează o frică sau o senzație de moarte, "simt că înnebunesc", sau au o senzație asemănătoare unui atac de cord sau "lumină interminentă", leșin sau greață, o senzație greoaie în tot corpul, respirație greoaie (și mai tot timpul hiperventilație), sau pierderea controlului de sine. Alți oameni experimentează și o viziune de tunel, în general din cauza presiunii sângelui care părăsește capul către celelalte părți ale corpului pe care corpul le simte ca fiind în pericol. Aceste senzații îl pot face pe cel ce suferă un atac de panică să părăsească sau să nu călătorească prin aceleași locuri unde a mai avut parte de asemenea atacuri.
Un atac de panică este un răspuns către sistemul nervos simpatic (SNS). Cele mai multe simptome includ tremur, dispnee (scurtarea respirației), palpitații, dureri în piept (sau o senzație de presiune asupra pieptului), frisoane, senzații de arsură (în special în zona feței sau a gâtului), transpirații, amețeli, senzația de leșin, hiperventilație, pierdere a simțurilor, senzație de sufocare. Acestea rezultă într-o anxietate ridicată.

## Tehnici de relaxare
Atacurile de panică sunt înspăimântătoare, dar există tehnici prin care simptomele se pot reduce. Deoarece respirația este superficială și ineficientă, tehnica respirației în 3 timpi poate calma reacțiile sistemului nervos vegetativ și ulterior, și anxietatea. Respirația în 3 timpi implică: un inspir profund, lent de 3-5 secunde; apnee (ținerea respirației) timp de 3 secunde; expir lent, progresiv, timp de 3-5 secunde. Timpul variază în funcție de vârstă, capacitate pulmonară și acomodarea cu exercițiul. Acesta trebuie repetat și în perioadele fără atacuri de panică, pentru a învăța tehnica.
Alte tehnici de relaxare includ imageria dirijată (imaginarea locului preferat, a anxietății ca un val care vine și spală plaja și apoi se retrage). Acestea pot fi învățate, explorate și repetate împreună cu un specialist în sănătatea mintală.